# Венчурная филантропия
Венчурная филантропия объединяет концепцию и методы венчурного бизнеса с целями филантропов. Она направлена на то, чтобы с помощью финансовых ресурсов и нематериальной поддержки построить сильные социальные организации и проекты. Социальные инвестиции и гранты направляются в те стартапы и сферы приложения, которые меняют жизнь людей к лучшему (борьба с бедностью, охрана окружающей среды, образование, здравоохранение). К венчурной филантропии близка философия социального предпринимательства и эффективного альтруизма. Венчурная филантропия характеризуется следующими признаками:
- Готовность экспериментировать и применять новые подходы.
- Предоставление финансового, интеллектуального и человеческого капитала.
- Применение деловых навыков в некоммерческих организациях.
- Финансирование социальных проектов на долгосрочной основе (от 3 до 7 лет).
- Поддержка эффективности вложенных средств, укрепление потенциала проекта.
- Адаптация глобальных методик к местным условиям.
- Высокая доля участия инвестора в проекте, вплоть до вхождения в руководство некоммерческой организации.
- Получение прибыли от социальных проектов и направление её на расширение проектов (при этом социальное воздействие имеет преимущество перед получением прибыли).
- Совместная оценка результата инвесторами и получателями.
- Готовность перемещать инвестиции в другие проекты в зависимости от полученных результатов.

Имеется три модели привлечения в венчурную филантропию: создание традиционных фондов с системой грантов; создание некоммерческих организаций, финансируемых филантропами, которые работают через профессиональный наёмный штат; создание партнёрств, в которых инвесторы венчурного капитала тесно сотрудничают с получателями (pass-through funds). 
К венчурной филантропии относится деятельность Фонда Билла и Мелинды Гейтс, Сети Омидьяра, New Profit Inc., Draper Richards Kaplan Foundation, Peery Foundation, Pershing Square Foundation, Echoing Green, Фонда Мулаго, MCE Social Capital, RSF Social Finance, Европейской ассоциации венчурной филантропии, Foundation for Advanced Philanthropy, Social Venture Partners International, Social Venture Network, Brainerd Foundation, Kirsch Foundation, Silicon Valley Community Foundation, Silicon Valley Social Venture Fund, Robin Hood Foundation, Tipping Point Community, Austin Social Venture Partners, Community Development Venture Capital Alliance, Community Wealth Ventures, Dallas Social Venture Partners, The Enterprise Foundation, Global Partnerships, Roberts Enterprise Development Fund.